# Jean-Adolphe Lafosse
Pour les articles homonymes, voir Lafosse (homonymie).
Jean-Baptiste-Adolphe Lafosse, né le 24 février 1810 à Paris et mort le 31 janvier 1879 dans sa ville natale, est un peintre et lithographe français.

## Biographie
Jean-Baptiste-Adolphe Lafosse est né le 24 février 1810 dans l'ancien 12e arrondissement de Paris.
Élève de Paul Delaroche, Lafosse peint des scènes de genre ou d'histoire et, surtout, des portraits, exposant ses œuvres au Salon dès 1833.
Il est également l'auteur de nombreuses lithographies, créées d'après ses propres compositions ou celles d'autres artistes. Il a notamment réalisé 184 planches pour le Panthéon des illustrations françaises du XIXe siècle publié par Victor Frond (17 volumes, 1869-1873).
Lafosse est le maître de Jules Worms.
Marié depuis le 17 avril 1841 à Charlotte Bonnette, il est le père ainsi que le premier maître de deux artistes, Cécile Berthe (également élève de Worms) et Jules-Georges Lafosse. Ce dernier, également élève de Picot, est surtout connu pour ses caricatures.
Adolphe Lafosse meurt à son domicile du no 32 de la rue Lepic le 31 janvier 1879.

Œuvres de Jean-Adolphe Lafosse
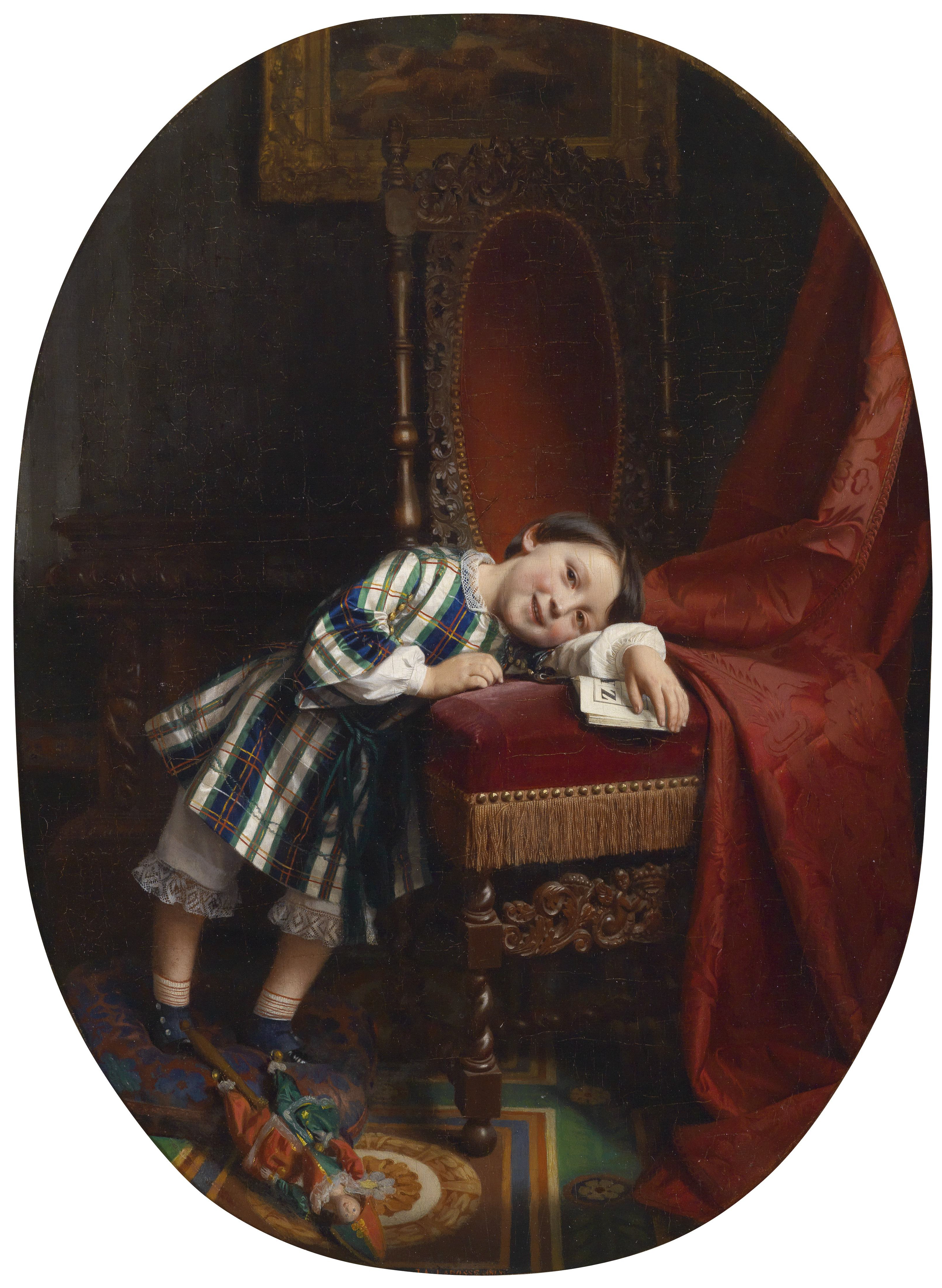
Le Fauteuil en velours rouge (1847), localisation inconnue.
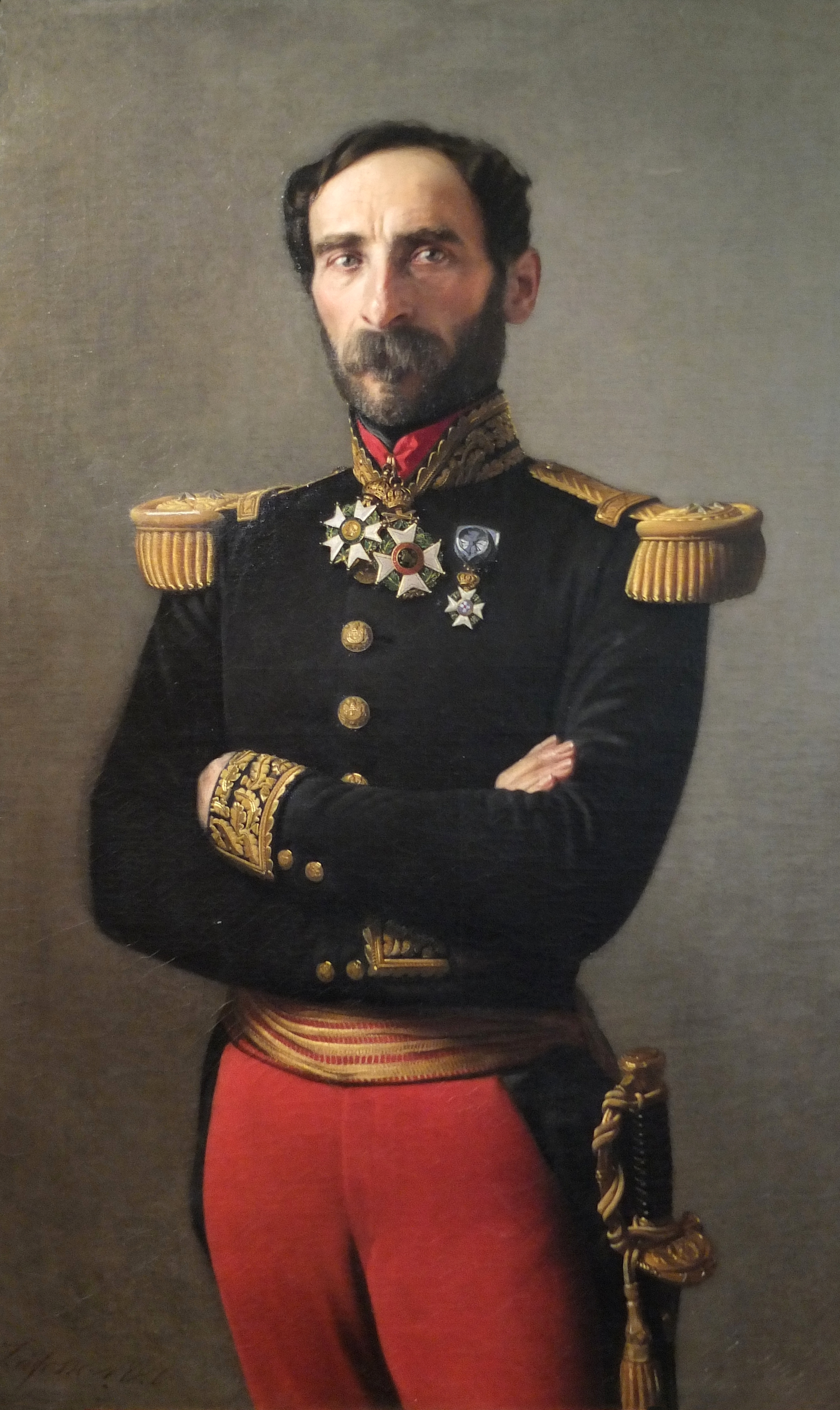
Portrait du général Cavaignac (1848), Paris, musée de l'Armée.
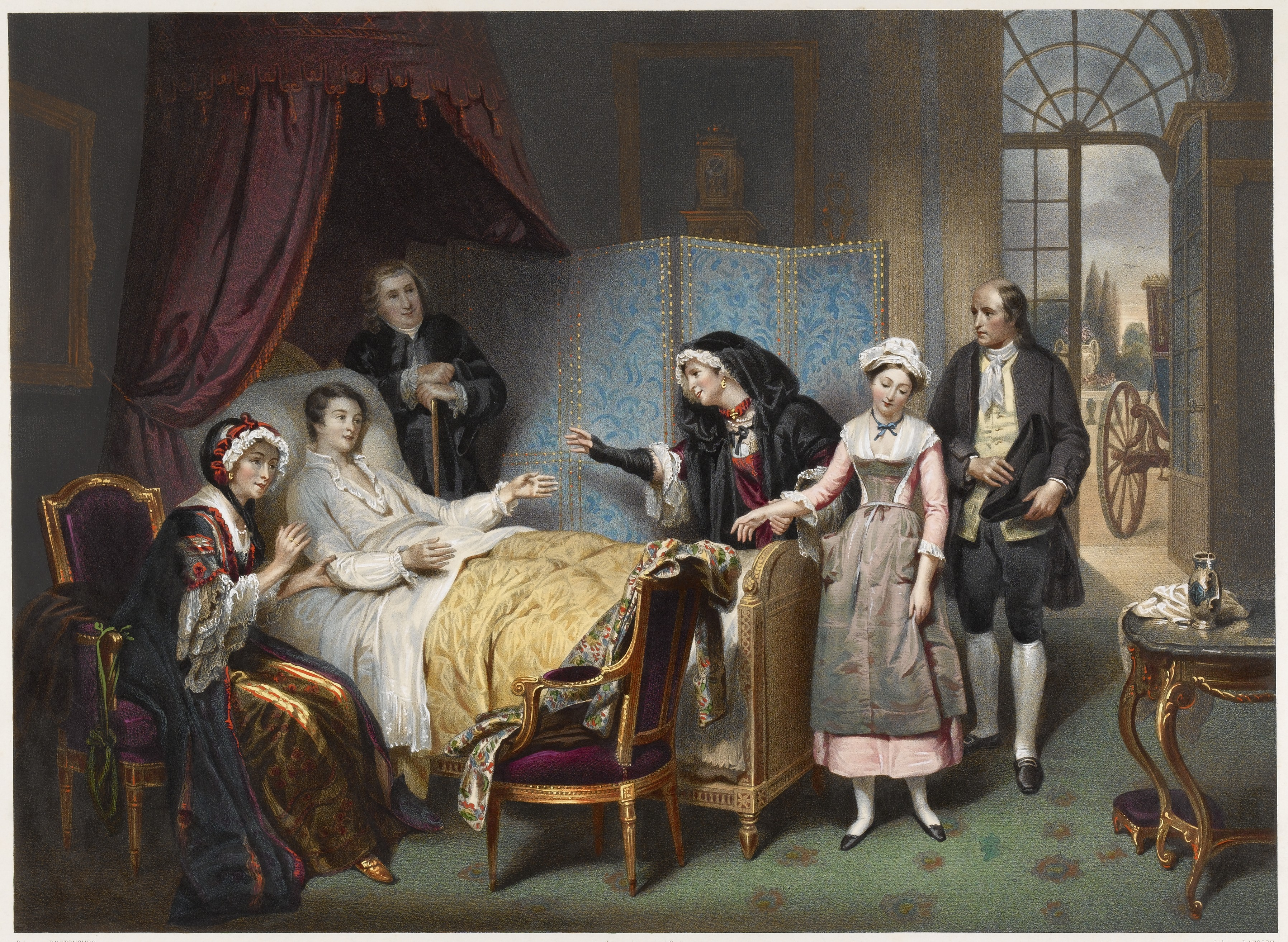
L'Amour médecin, lithographie d'après Paul-Émile Destouches.
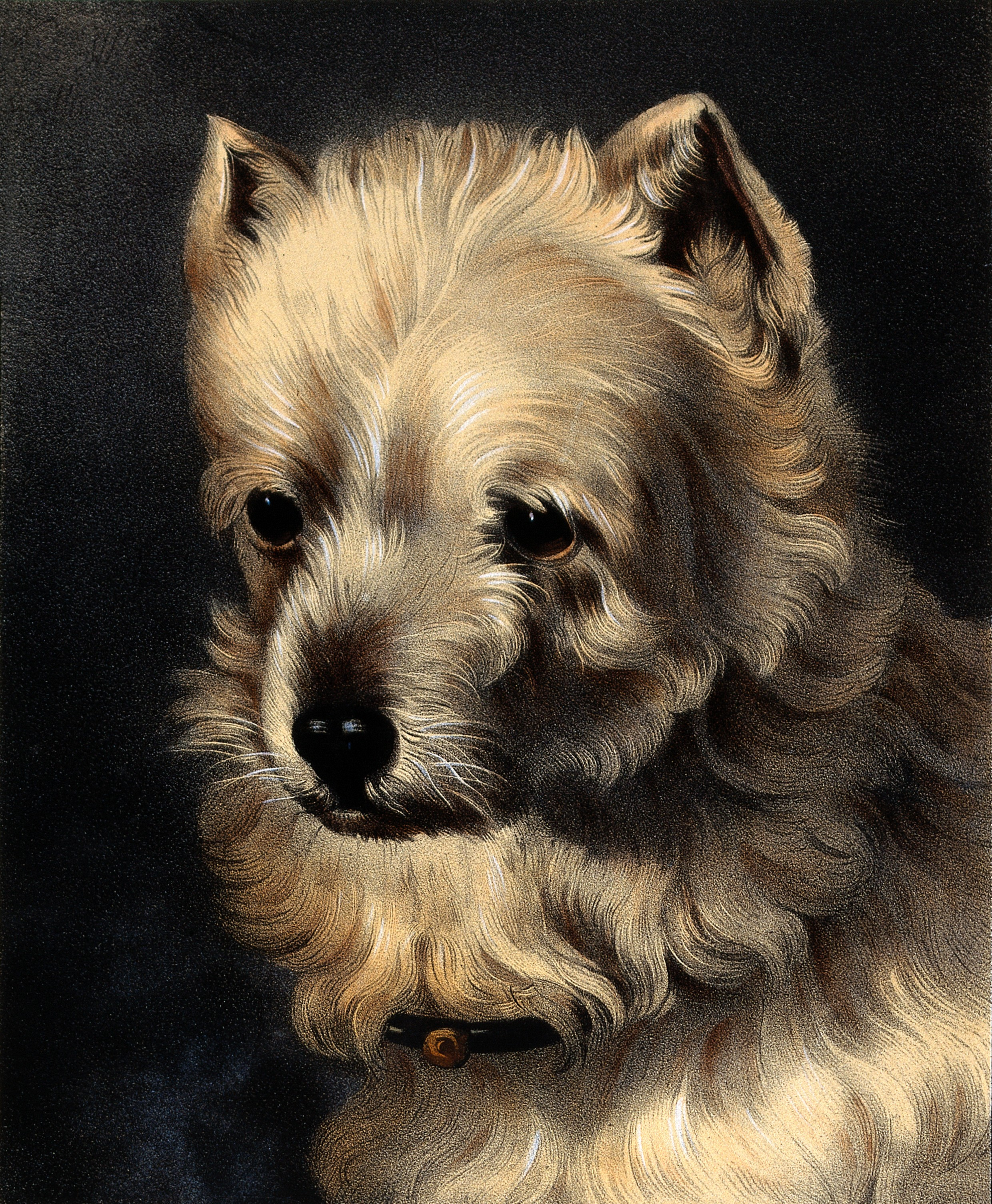
Tête de griffon, lithographie d'après William Barraud.